# Ametralladora Gatling
La ametralladora Gatling fue la primera arma de fuego de repetición que tuvo éxito, combinando la fiabilidad con una alta cadencia de disparos y la facilidad de recarga en un solo dispositivo. Fue diseñada por el inventor estadounidense Richard Jordan Gatling en 1861 y patentada el 9 de mayo de 1862. Actualmente, el término sistema Gatling normalmente se refiere a las armas con un sistema de cañones rotativos similar.
Según la definición del término, la Gatling puede ser considerada la primera "ametralladora". Las ametralladoras disparan de forma totalmente automática gracias al aprovechamiento de parte del impulso de los proyectiles disparados. Al principio, cuando apenas se había desarrollado esta tecnología, la Gatling necesitaba de un impulso exterior, como una manivela manual o un motor hidráulico o eléctrico.
Una de las más conocidas armas de fuego de disparo rápido, la Gatling fue empleada en ocasiones por el Ejército de la Unión durante la guerra de Secesión, donde entró por primera vez en combate. Posteriormente fue empleada en varios conflictos, incluyendo la Guerra Boshin, la guerra anglo-zulú y la batalla de las Colinas de San Juan en la guerra hispano-estadounidense. También fue empleada por las milicias de Pensilvania en Pittsburgh, durante la gran huelga ferroviaria de 1877.
El sistema de disparo de la Gatling se centraba en un diseño con varios cañones rotativos que facilitaban su enfriamiento y sincronizaba la secuencia de disparo-recarga. Al girar su manivela, los cañones giran en sentido horario y cada uno es cargado con un cartucho desde un cargador insertado sobre el cajón de mecanismo, disparando al alcanzar una posición predeterminada (usualmente a las 4 en punto), después eyectando el casquillo vacío por la parte inferior izquierda del cajón de mecanismos, con el cañón vacío girando para poder enfriarse hasta alcanzar la parte superior y ser cargado con un nuevo cartucho. Esta configuración eliminaba la necesidad de un único cerrojo de movimiento alternativo y permitía alcanzar cadencias de disparo más altas sin que los cañones se sobrecalentasen.

## Diseño y operación

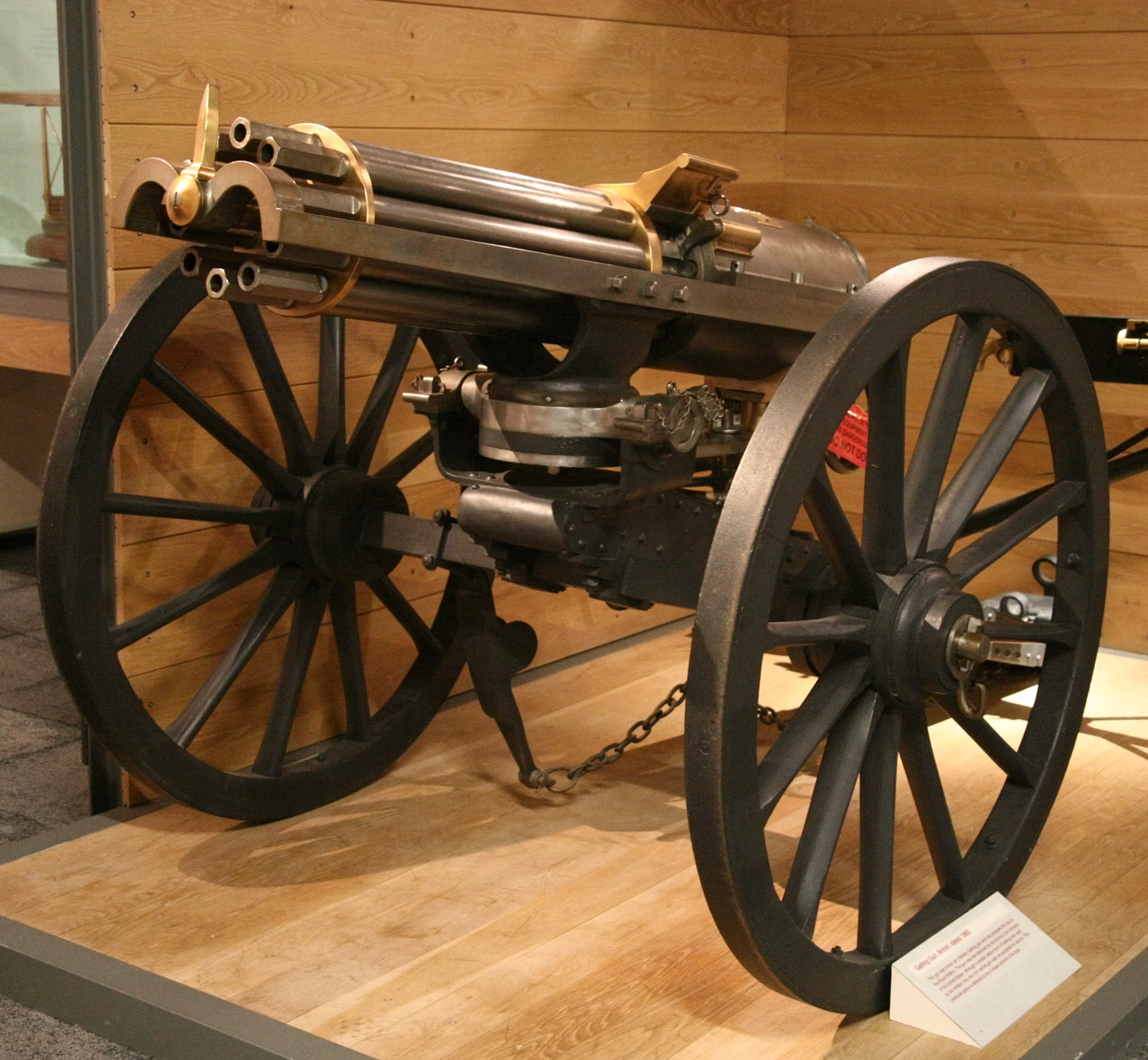
Una ametralladora Gatling británica de 1865, conservada en el Firepower – The Royal Artillery Museum.

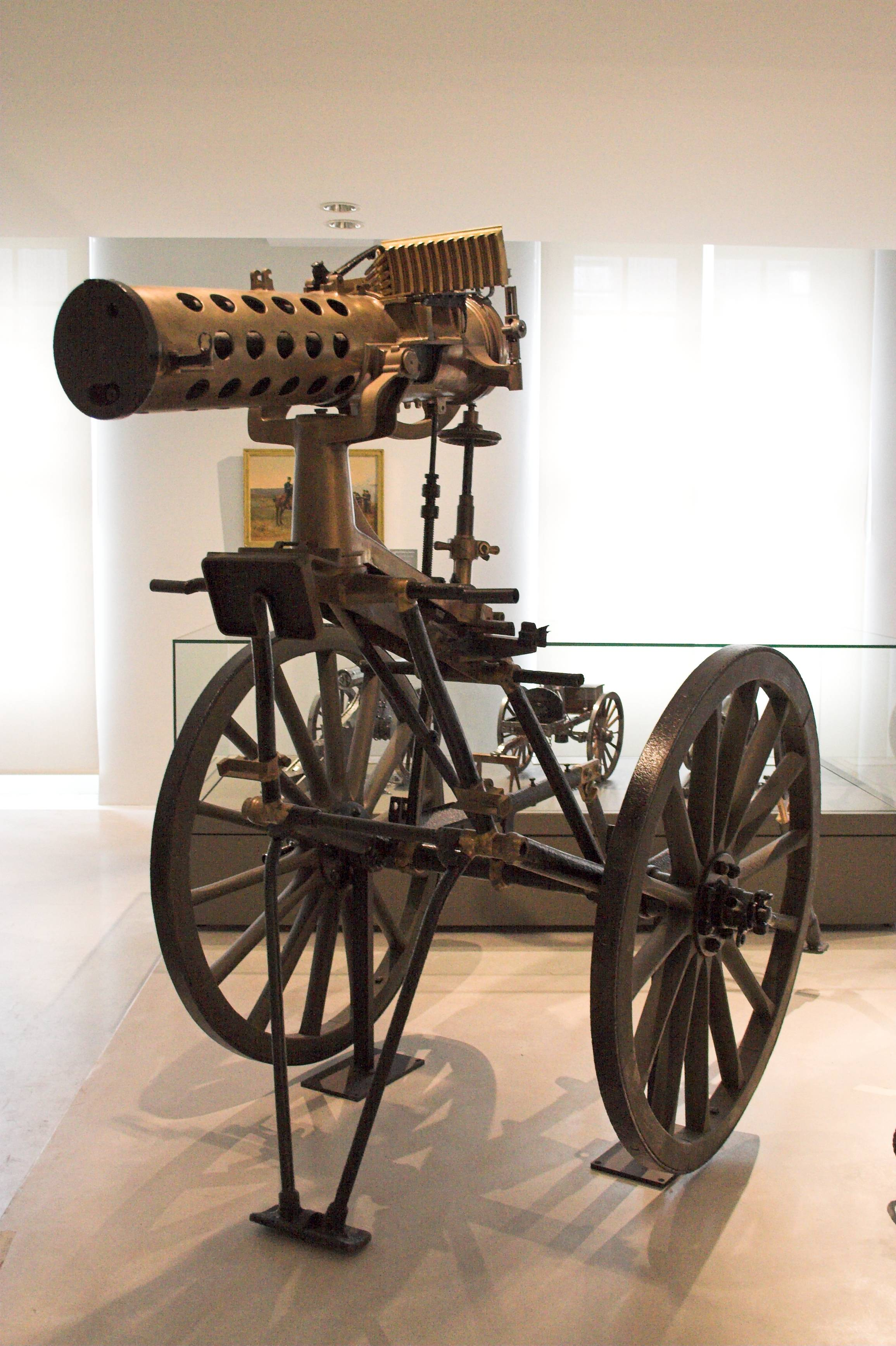
Una ametralladora Gatling francesa APX 1895 conservada en el Museo de Armas de París.

La ametralladora Gatling era accionada a manivela y tenía seis cañones que giraban alrededor de un eje central (aunque algunos modelos tenían diez). Cada cañón dispara una vez al rotar, en la misma posición. Los cañones, con sus respectivos portacerrojos y cerrojos, estaban separados y montados en un disco macizo que giraba alrededor de un eje central, montado en un armazón oblongo fijo. Al girar la manivela, esta giraba el eje central. El portacerrojo tenía entalles y el cerrojo estaba alineado con la recámara del cañón.
El cajón de mecanismos estaba compartimentado y a través de esta abertura el eje del conjunto de cañones era rotado. Delante del tabique había una leva con superficies espiraladas. La leva imprimía un movimiento alternativo a los cerrojos cuando los cañones giraban. En el cajón de mecanismos también se hallaba un anillo de amartillado con resaltes, para amartillar y disparar la ametralladora. Cada cañón tenía su respectivo portacerrojo, que alineaba el cerrojo con la recámara. El cerrojo se unía al armazón mediante el portacerrojo. Los primeros modelos de la Gatling tenían un acolchado fibroso embutido entre los cañones, que podía empaparse con agua para enfriarlos. Los modelos posteriores eliminaron este acolchado por ser innecesario.
Los cartuchos, contenidos en una tolva, caían individualmente en los entalles del portacerrojo. A su vez, la leva forzaba el cerrojo a avanzar e introducir el cartucho en la recámara, para cuando la leva alcanzaba su punto más alto, el anillo de amartillado soltaba el percutor y disparaba el cartucho. Después del disparo, el movimiento continuo de la leva hacía retroceder el cerrojo y este extraía el casquillo vacío de la recámara, que caía al suelo a través de una abertura en la parte inferior del cajón de mecanismos.
El concepto de cañones agrupados había sido puesto a prueba por varios inventores desde el siglo XVIII, pero el nivel de la ingeniería y la ausencia de un cartucho unitario causaron que los anteriores diseños fracasen. El modelo inicial de la ametralladora Gatling disparaba cartuchos de acero recargables, que eran cilindros que contenían una carga propulsora de pólvora negra y una bala, con una cápsula fulminante en el otro extremo. Mientras los cañones giraban, estos cilindros de acero caían desde la tolva, eran disparados y después eyectados del arma. Las innovadoras características de la ametralladora Gatling eran los mecanismos de disparo independientes para cada cañón y la acción simultánea de los cerrojos, cañones, portacerrojos y recámaras.
La munición empleada finalmente por Richard J. Gatling fue un cartucho de papel cargado con pólvora negra y que llevaba una cápsula fulminante, porque los cartuchos con casquillo de latón no estaban del todo desarrollados y disponibles. Los cartuchos eran alimentados mediante gravedad desde una tolva o un sencillo "cargador" con una teja elevadora accionada por gravedad. Cada cañón tenía su propio mecanismo de disparo.
A pesar de que los cartuchos con casquillo de latón reemplazaron al cartucho de papel en la década de 1860, no fue hasta el Modelo 1881 que Richard J. Gatling utilizó el sistema de alimentación Bruce (las patentes US 247.158 y US 343.532) que aceptaba dos filas de cartuchos .45-70. Mientras una fila era disparada, la otra podría ser recargada, y así permitir el fuego sostenido. El arma final requería cuatro operadores, de los cuales uno se encargaba de disparar, dos más de recargar y un cuarto opcional de enfriar el arma, normalmente con agua. En 1886, la ametralladora Gatling podía disparar más de 400 balas por minuto.
La ametralladora de menor calibre también tenía un tambor Broadwell en lugar del cargador recto de las otras ametralladoras. El tambor, llamado por L. W. Broadwell, un representante de la empresa de Gatling, estaba compuesto por veinte columnas de cartuchos dispuestas alrededor de un eje central, como los radios de una rueda, cada una conteniendo veinte cartuchos con las puntas de las balas apuntando al eje central. Este invento obtuvo la patente U. S. 110,338. Cuando una columna se vaciaba, el tambor era girado manualmente para disparar la siguiente hasta agotar los 400 cartuchos. Una variante más común tenía 300 cartuchos en veinte columnas de quince.
Para 1893, la Gatling fue adaptada para disparar el nuevo cartucho con pólvora sin humo .30 Army. La nueva M1893 tenía seis cañones, que más tarde se incrementaron a diez y tenía una cadencia máxima (inicial) de 800-900 disparos/minuto, aunque 600 disparos/minuto era recomendada para fuego continuo. Más tarde Richard J. Gatling experimentó con ejemplares de la M1893 accionados mediante un motor eléctrico y una correa de transmisión que hacían girar el conjunto de cañones. Las pruebas demostraron que la Gatling eléctrica podría disparar ráfagas con una cadencia de hasta 1.500 disparos/minuto.
La M1893, con modificaciones mínimas, pasó a ser la M1895 y la Colt's Manufacturing Company produjo 94 ametralladoras para el Ejército estadounidense. Cuatro ametralladoras Gatling M1895 al mando de John H. Parker combatieron durante la campaña de Santiago en Cuba en 1898. La M1895 fue diseñada solo para emplear el cargador Bruce. Todos los modelos anteriores no iban pintados, pero la M1895 fue pintada de color verde olivo, excepto algunas piezas pavonadas.
La M1900 era muy similar a la M1895, pero solamente algunas piezas estaban pintadas de color verde olivo. El Ejército estadounidense compró varias ametralladoras M1900. Todos los modelos de la ametralladora Gatling (del M1895 al M1903) podían montarse sobre un afuste con escudo protector blindado. En 1903, el Ejército estadounidense modificó sus ametralladoras M1900 para disparar el nuevo cartucho sin pestaña .30-03 Springfield (también empleado por el fusil Springfield M1903), dando origen a la M1903. La posterior M1903-'06 fue una M1903 adaptada para disparar el cartucho .30-06 Springfield. Estas modificaciones fueron llevadas a cabo principalmente por los talleres del arsenal Springfield Armory del Ejército. Todos los modelos de la Gatling fueron declarados obsoletos por el Ejército estadounidense en 1911, después de 45 años de servicio.

## Historia

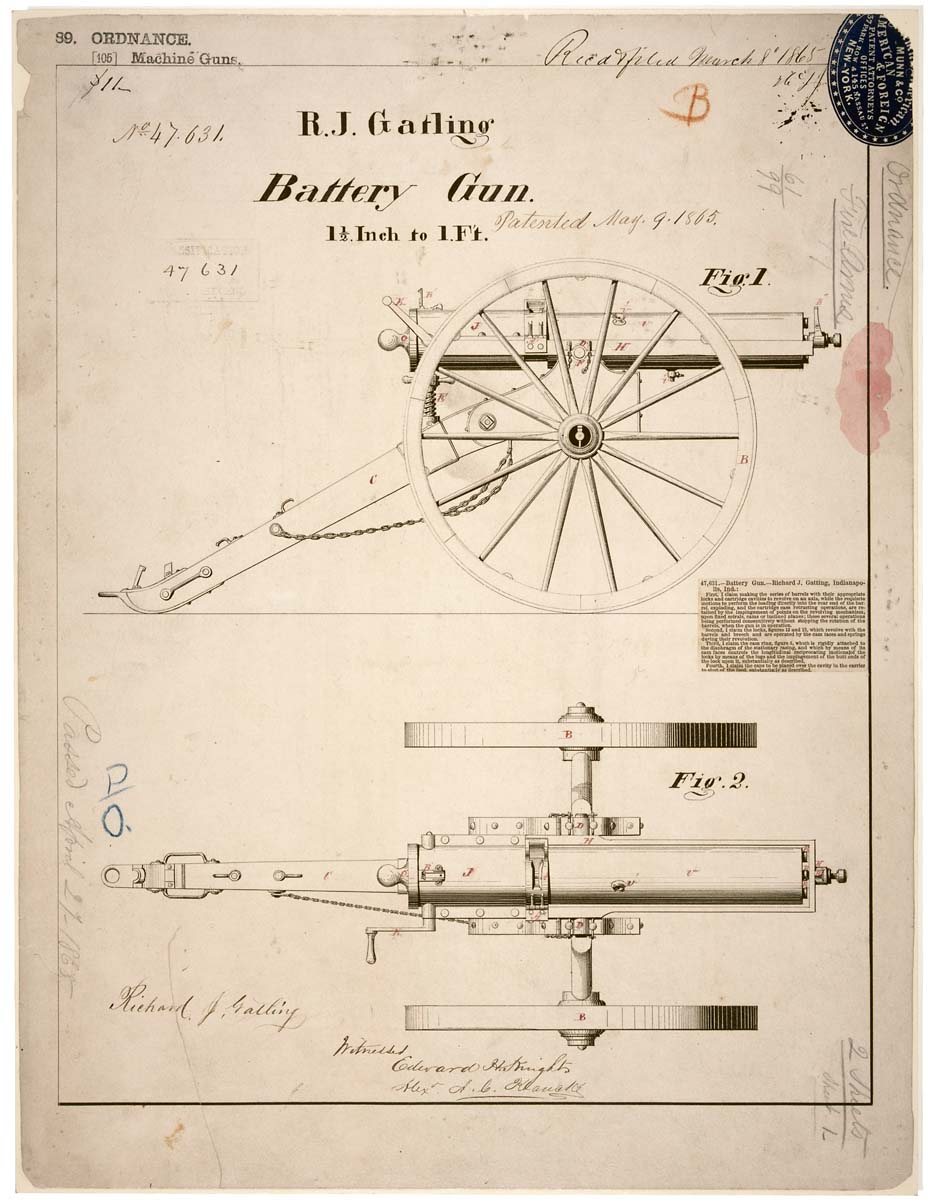
Dibujo de la patente del "arma de batería" de Richard J. Gatling, 9 de mayo de 1865.

La ametralladora Gatling fue diseñada por el inventor estadounidense Richard Jordan Gatling en 1861 y patentada el 4 de noviembre de 1862. Gatling escribió que la creó para reducir el tamaño de los ejércitos, además de reducir el número de muertes por combate y enfermedades, así como para mostrar la inutilidad de la guerra.
Aunque la primera ametralladora Gatling podía disparar de forma continua, requería de un hombre para girar su manivela; por lo tanto no era una verdadera arma automática. La ametralladora Maxim, inventada y patentada en 1883, fue la primera arma totalmente automática, que empleaba el retroceso del cartucho disparado para recargarse. Sin embargo, la ametralladora Gatling representó un gran avance en la tecnología de las armas de fuego.
Antes de la ametralladora Gatling, las únicas armas que podían disparar varios proyectiles en un breve periodo de tiempo disponibles para los ejércitos eran los cañones de volea, como la metrallera belga y francesa de las décadas de 1860 y 1870, además de cañones de campaña disparando botes de metralla, como una escopeta de gran tamaño. Estos últimos fueron ampliamente utilizados durante y después de las guerras napoleónicas. A pesar de que la cadencia de disparo máxima fue incrementada al disparar múltiples proyectiles simultáneamente, estas armas todavía necesitaban recargarse después de cada disparo, lo cual era engorroso y tomaba tiempo en sistemas con múltiples cañones como la metrallera. Esto negó la mayor parte de la ventaja de su alta cadencia por cada disparo, haciéndola menos potente en el campo de batalla. En cambio, la ametralladora Gatling ofrecía una cadencia de disparo rápida y continua sin tener que recargar manualmente abriendo la recámara.
La ametralladora Gatling original era una arma que empleaba múltiples cañones rotativos girados mediante una manivela, disparando cartuchos sueltos alimentados por gravedad desde una tolva. La innovación de la Gatling consistía en el uso de múltiples cañones para limitar el sobrecalentamiento, un mecanismo rotativo y un sistema de alimentación por gravedad, que permitía a operadores no cualificados alcanzar una cadencia relativamente alta de 200 disparos/minuto.
El Ejército estadounidense adoptó ametralladoras Gatling de diversos calibres, como 11 mm (.42), 11,43 mm (.45), 12,7 mm (.50), 25,4 mm (1 pulgada) y 7,62 mm (.30 en la M1893 y posteriores), con modificaciones en las ametralladoras M1900 para emplear los nuevos cartuchos sin pestaña calibre 7,62 mm. La ametralladora de 11,43 mm también fue montada a bordo de algunos buques de la Armada de los Estados Unidos de las décadas de 1880 y 1890.
El armero británico James George Accles, que había trabajado para la Colt's Manufacturing Company entre 1867 y 1886, desarrolló una ametralladora Gatling modificada hacia 1888, conocida como ametralladora Accles. Alrededor de 1895, la American Ordnance Company compró los derechos para fabricar y distribuir esta arma en las Américas. Fue probada por la Armada de los Estados Unidos en diciembre de 1895, llegándose a decir que fue la única arma que completó las pruebas de las cinco que participaron, pero al parecer no fue adoptada por las Fuerzas Armadas estadounidenses.
Las primeras armas de cañón múltiple tenían aproximadamente el tamaño y el peso de piezas de artillería, siendo frecuentemente vistas como reemplazos de los cañones que disparaban racimos de metralla o botes de metralla. Las ametralladoras Gatling incluso fueron montadas a bordo de buques. En comparación con armas anteriores, tales como la metrallera, que necesitaban ser recargadas manualmente, la ametralladora Gatling era más fiable y sencilla de operar, además de tener una cadencia de disparo continua. Las grandes ruedas de radios del afuste necesario para mover esta arma creaban una posición de tiro alta, que incrementaba la vulnerabilidad de sus sirvientes.
El disparo continuo de cartuchos cargados con pólvora negra creaba una nube de humo, imposibilitando el ocultamiento hasta que la pólvora sin humo estuvo disponible a fines del siglo XIX. Cuando los sirvientes disparaban ametralladoras Gatling contra tropas de países industrializados estaban en peligro, siendo vulnerables ante piezas de artillería de largo alcance y francotiradores que no podían ver.

### Guerra de Secesión y otros conflictos en América del Norte
El primer empleo en combate de la ametralladora Gatling tuvo lugar durante la guerra de Secesión. Doce ametralladoras fueron compradas por comandantes del Ejército de la Unión y empleadas en las trincheras durante el sitio de Petersburg, Virginia (junio de 1864-abril de 1865). Otras ocho ametralladoras fueron montadas a bordo de cañoneros. La ametralladora no fue aceptada por el Ejército estadounidense hasta 1866, cuando un representante de la empresa productora hizo una demostración en combate.
El 17 de julio de 1863, supuestamente se emplearon ametralladoras Gatling para suprimir a los amotinados anti-leva de Nueva York. Dos ametralladoras fueron compradas por una unidad de la Guardia Nacional de Pensilvania con base en Filadelfia, para emplearlas contra los huelguistas de Pittsburgh.
A pesar de tener a su disposición dos ametralladoras Gatling, el general Custer decidió no llevarlas con su columna del 7° de Caballería a la batalla de Little Bighorn.
El teniente Arthur L. Howard de la Guardia Nacional de Connecticut National tenía interés en la empresa que fabricaba las ametralladoras Gatling, por lo que en 1885 llevó una Gatling de propiedad personal a Saskatchewan, Canadá, para apoyar a las tropas canadienses contra los rebeldes métis durante la rebelión del noroeste liderada por Louis Riel.

### Disputa fronteriza Chile-Argentina
En abril de 1867, el ministro Domingo Faustino Sarmiento compró una ametralladora Gatling por orden del presidente Bartolomé Mitre. Y, ya presidente, entre 1868 a 1874, adquirió otras tres más.

### Conflictos en África y Asia

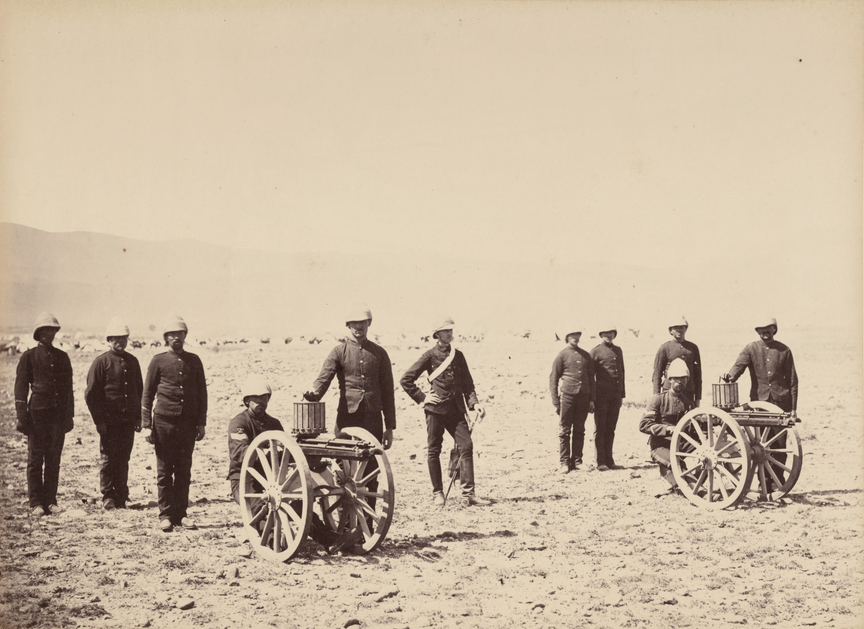
Dos ametralladoras Gatling del Ejército británico, durante la segunda guerra anglo-afgana.

La ametralladora Gatling fue empleada por las potencias europeas para expandir sus imperios coloniales, derrotando a los guerreros indígenas que lanzaban ataques en oleadas, como los zulú, los beduinos y los mahdistas. Rusia compró 400 ametralladoras Gatling y las empleó contra la caballería turcomana y otros nómades del Asia Central. El Ejército Británico desplegó por primera vez la ametralladora Gatling durante la guerra anglo-asante de 1873-1874, empleándola a gran escala durante las últimas etapas de la guerra anglo-zulú. El 4 de julio de 1879, en la batalla de Ulundi los británicos derrotaron a la nación zulú con la participación, por primera vez en la historia, de ametralladoras, en concreto 2 ametralladoras Gatling. La Royal Navy empleó ametralladoras Gatling durante la guerra anglo-egipcia de 1882.
Tres ametralladoras Gatling fueron introducidas en Japón durante el periodo Bakumatsu en 1868, durante la guerra Boshin y fueron utilizadas tanto por el bando del Shogunato como por la fuerza imperial.  

### Guerra del Pacífico

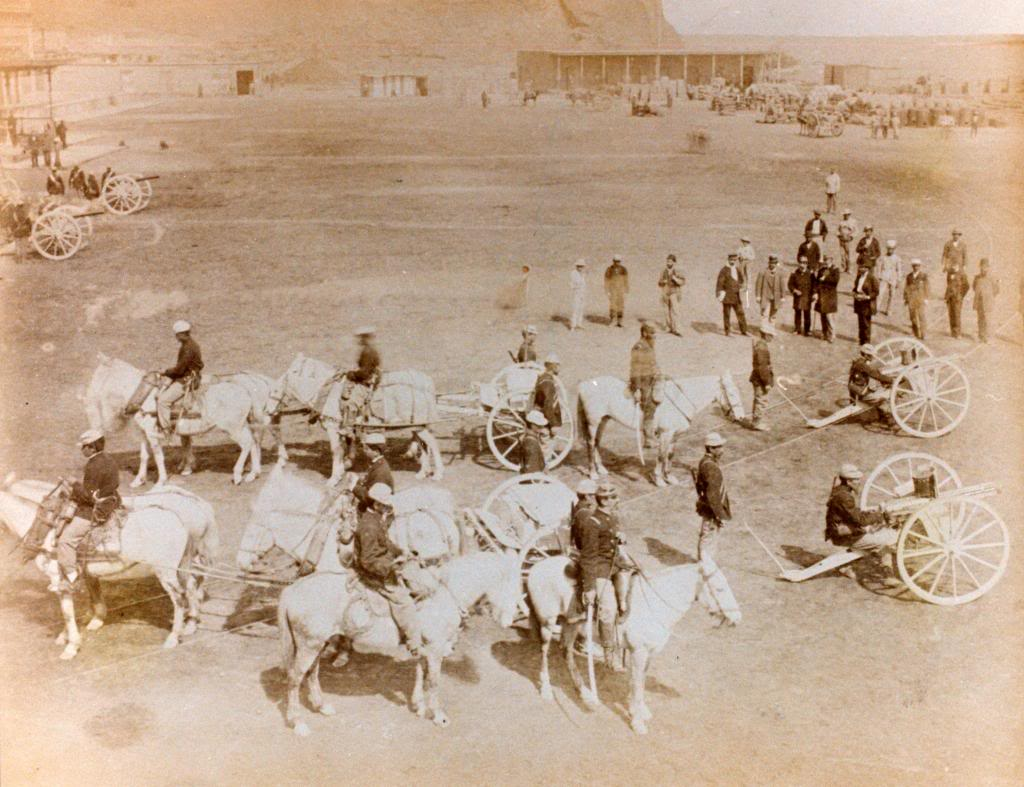
Batería chilena de ametralladoras Gatling en Arica.

Perú y Chile emplearon ametralladoras Gatling durante la guerra del Pacífico, tanto a bordo de buques como en tierra.
El Monitor Huáscar, el principal buque de guerra de la Marina del Perú estaba equipado con una ametralladora en la cofa del palo mayor y causó gran mortandad en la tripulación de La Esmeralda durante el Combate naval de Iquique del 21 de mayo de 1879, fue usada por dos marinos peruanos desde la cofa del mástil del monitor Huáscar, causando numerosas bajas de chilenos en la corbeta Esmeralda, que finalmente sería hundida. 
El capitán Germán Astete de la Marina de Guerra del Perú llevó consigo docenas de ametralladoras Gatling de los Estados Unidos a Perú en diciembre de 1879. En este conflicto, las Gatling fueron utilizadas por la Armada y el Ejército del Perú; especialmente en la batalla de Tacna (mayo de 1880) y la batalla de San Juan (13 de enero de 1881) contra las tropas del Ejército chileno. La Armada peruana contaba con esta ametralladora montada en varias unidades. 
Pero, a pesar del uso de esta arma, Perú perdió finalmente la guerra.

### Guerra hispano-estadounidense
Como estaban integradas en las unidades de artillería, el Ejército estadounidense empleó ametralladoras Gatling durante la guerra hispano-estadounidense. Se formó una batería de cuatro Gatling M1895 de 10 cañones de 7,62 mm, fabricadas por Colt's Arms Company, como un destacamento al mando del teniente John "Gatling Gun" Parker. El destacamento demostró ser muy efectivo, apoyando el avance de las tropas estadounidenses en la batalla de las Colinas de San Juan. Tres de las Gatling montadas sobre afustes giratorios fueron empleadas con gran efecto contra los defensores españoles. Durante la carga estadounidense a la cima de las colinas San Juan y Kettle, las tres ametralladoras dispararon un total de 18.000 cartuchos .30 Army en 8,5 minutos (un promedio de más de 700 disparos/minuto por cada ametralladora disparando continuamente) contra las posiciones españolas a lo largo de la cima de ambas colinas, produciendo una carnicería.
A pesar de esta victoria, el peso de la Gatling y su voluminoso afuste con ruedas de radios redujeron su capacidad de mantener la marcha con la infantería sobre terreno accidentado, especialmente en Cuba, donde las carreteras eran poco más que senderos en la selva. En este periodo, los Marines habían sido equipados con la moderna ametralladora Colt-Browning M1895 montada sobre trípode y que disparaba el cartucho 6mm Lee Navy, la cual fue empleada en la batalla del pozo de Cuzco.   

### Guerra filipino-estadounidense
El Ejército de Estados Unidos empleó ametralladoras Gatling durante la guerra filipino-estadounidense.
Fueron empleadas en la batalla de San Jacinto, que tuvo lugar el 11 de noviembre de 1899 en San Jacinto de Pangasinán, entre soldados del Ejército revolucionario filipino y tropas estadounidenses.
El peso de la Gatling y su afuste de cañón redujeron su capacidad de mantener la marcha con las tropas estadounidenses a través de terreno accidentado, especialmente en las Filipinas, donde fuera de las ciudades había espesas selvas y empinados senderos de montaña.

### Época contemporánea

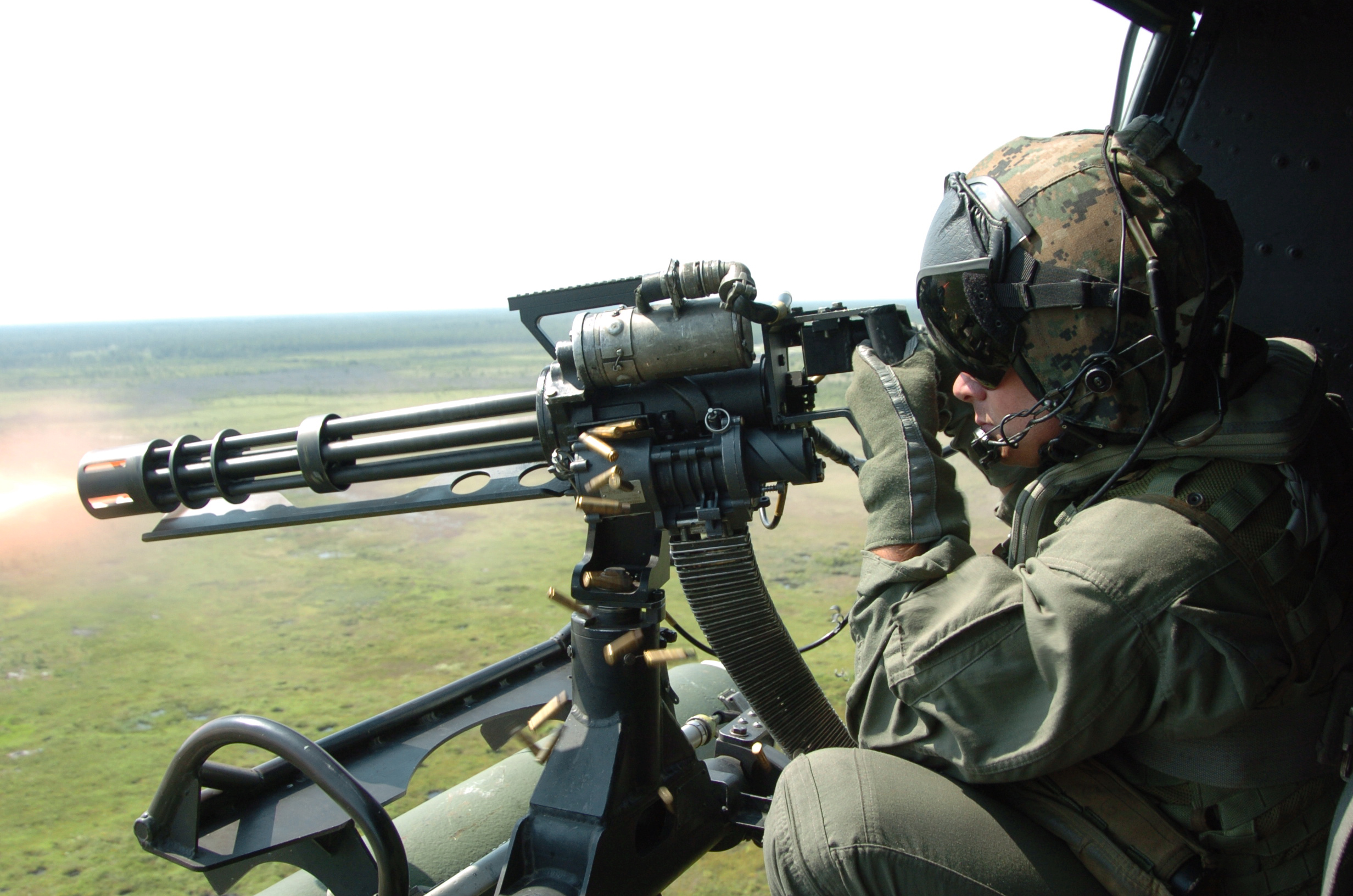
La Minigun, un tipo de ametralladora rotativa moderna, en una imagen de 2006.

Con el transcurso de los años, la denominación Gatling ha pasado a referirse a cualquier arma de fuego que utilice el mismo sistema de múltiples cañones giratorios de la ametralladora original. De esta forma, las Gatling modernas se presentan como armas de seis cañones rotativos capaces de efectuar hasta 6000 disparos por minuto. Y todo esto sin interrupciones y con el único impedimento de la falta de munición. 
Esta elevadísima cadencia de fuego permite a sus usuarios atacar con solvencia a prácticamente cualquier objetivo. Los seis cañones que componen el sistema Gatling tienen su propio sistema de cierre, que se va desplazando alternativamente mientras todos giran alrededor de un mismo eje. Estos cañones disparan los proyectiles a una velocidad inicial de 1030 metros por segundo. 
En este sentido, se ha pasado de transportar esta pesada ametralladora sobre un antiguo afuste con ruedas de radios a montarla a bordo de buques de guerra o aeronaves.

## Legado

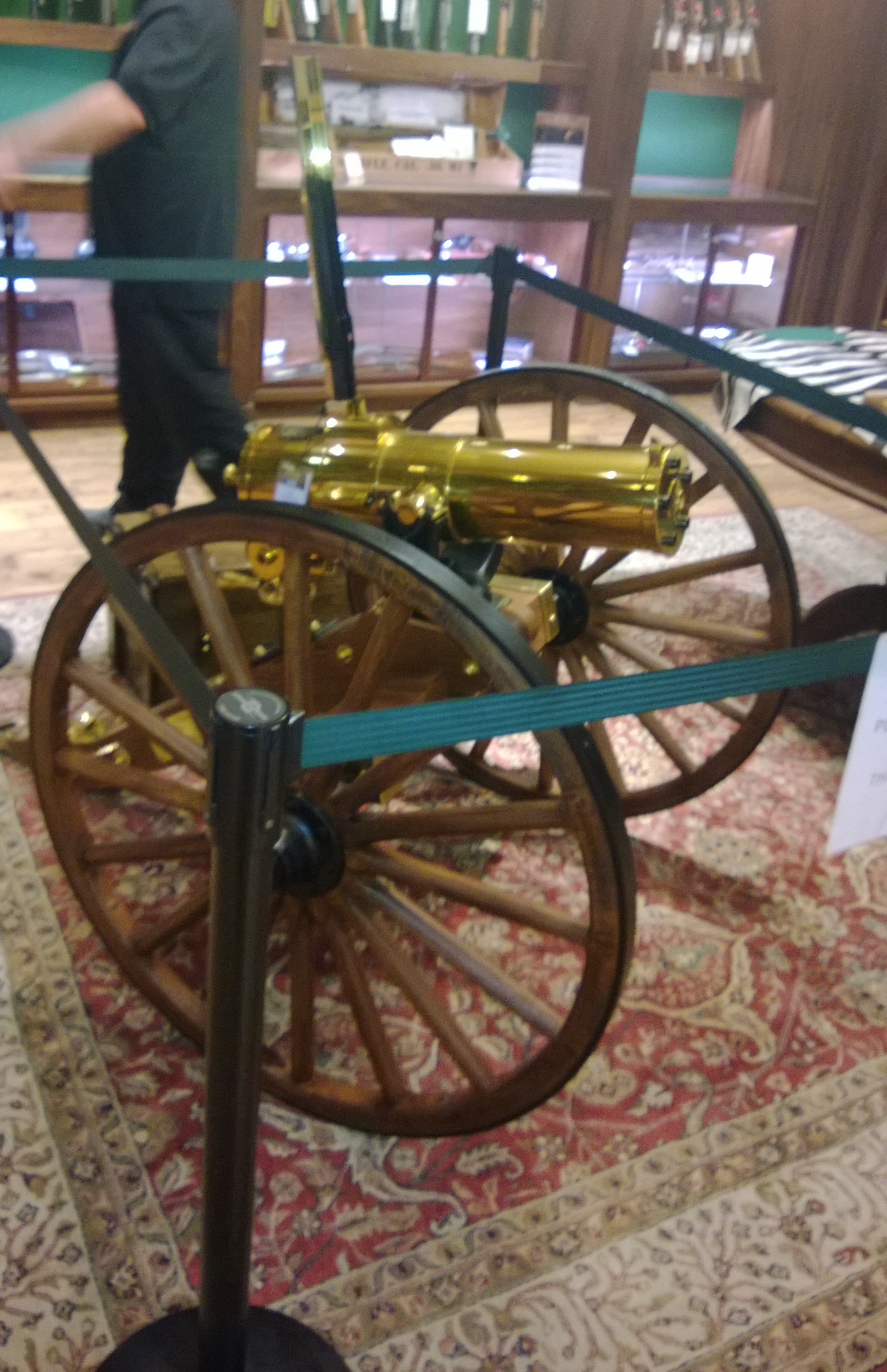
Réplica moderna de una ametralladora Gatling.

La ametralladora Gatling fue evolucionando en los modernos cañones automáticos rotativos, como es el caso del GAU-8 Avenger que se usa actualmente en los aviones tácticos Fairchild-Republic A-10 Thunderbolt II, o la variante Minigun usada en helicópteros de ataque (Bell UH-1 Iroquois), de rescate y aviones de ataque a tierra como por ejemplo el Lockheed AC-130 Gunship II.

## Usuarios
- Chile
- China
- Colombia[30]
- Estados Unidos
- España
- Argentina
- UCR
- Imperio británico
- Imperio de Corea
- Imperio del Japón
- Imperio ruso
- Honduras
- México
- Perú